# ケプラー69
ケプラー69 (Kepler-69) は、太陽系からこと座の方向に1,900光年離れた位置にある恒星である。

## 沿革

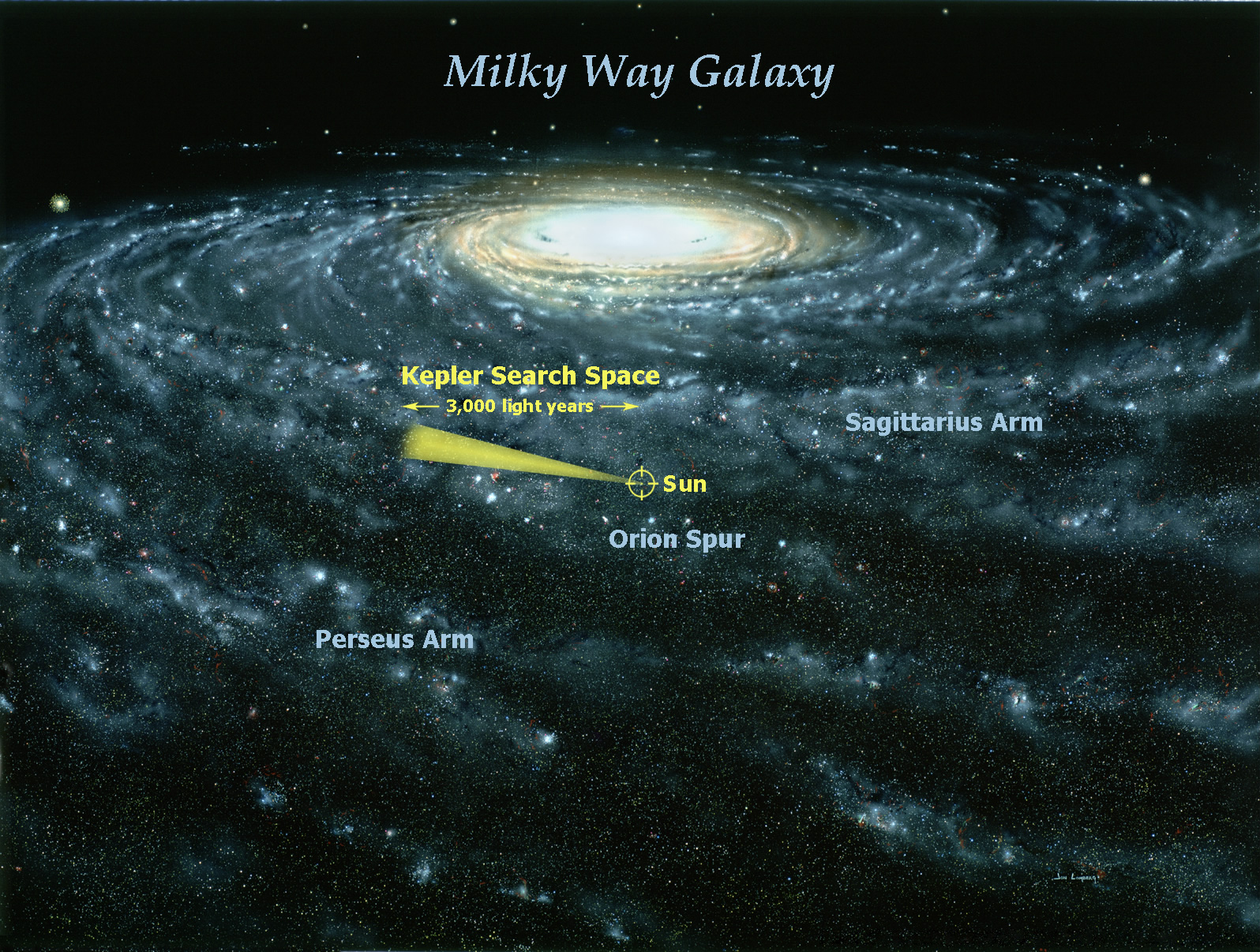
銀河系の俯瞰でみるケプラー宇宙望遠鏡の観測範囲（出典: NASA）

ケプラー宇宙望遠鏡による観測以前、この恒星は2MASSのカタログ上にあり、2MASS J19330262+4452080と呼ばれた。ケプラー計画で観測対象の1つとしてKIC 8692861というカタログ名となり、ケプラーの初期観測で惑星トランジットの兆候が見つかると、ケプラーの優先観測対象としてKOI-172という符号が付与された。
ケプラーによる更なる観測で、惑星トランジットによる減光が確定し、ケプラー計画で69番目に惑星が発見された星系として、"Kepler-69"と命名された。

## 特徴
| 太陽 | ケプラー69 |
| ---- | ---------- |
| 太陽 | Exoplanet  |

太陽に比較的似た黄色の主系列星であり､質量半径ともに太陽よりやや小さく温度も低めである。視等級が14等と非常に暗いため地球から肉眼で観察することは不可能である。

## 惑星
ケプラー69には、2つの惑星が発見されている。2つの惑星bとcは、いずれもスーパー・アースサイズとされる。このうち、外側のケプラー69cは発見時、ハビタブルゾーンの中に位置し、太陽型星のハビタブルゾーンに発見された初めての地球型惑星候補とされた。
しかし、その後の分析によって、惑星cの軌道は修正され、地球の1.9倍に及ぶ放射エネルギーをケプラー69から受けているとわかり、その環境は地球よりも金星に近い、いわば「スーパー・ヴィーナス」であるとされている。

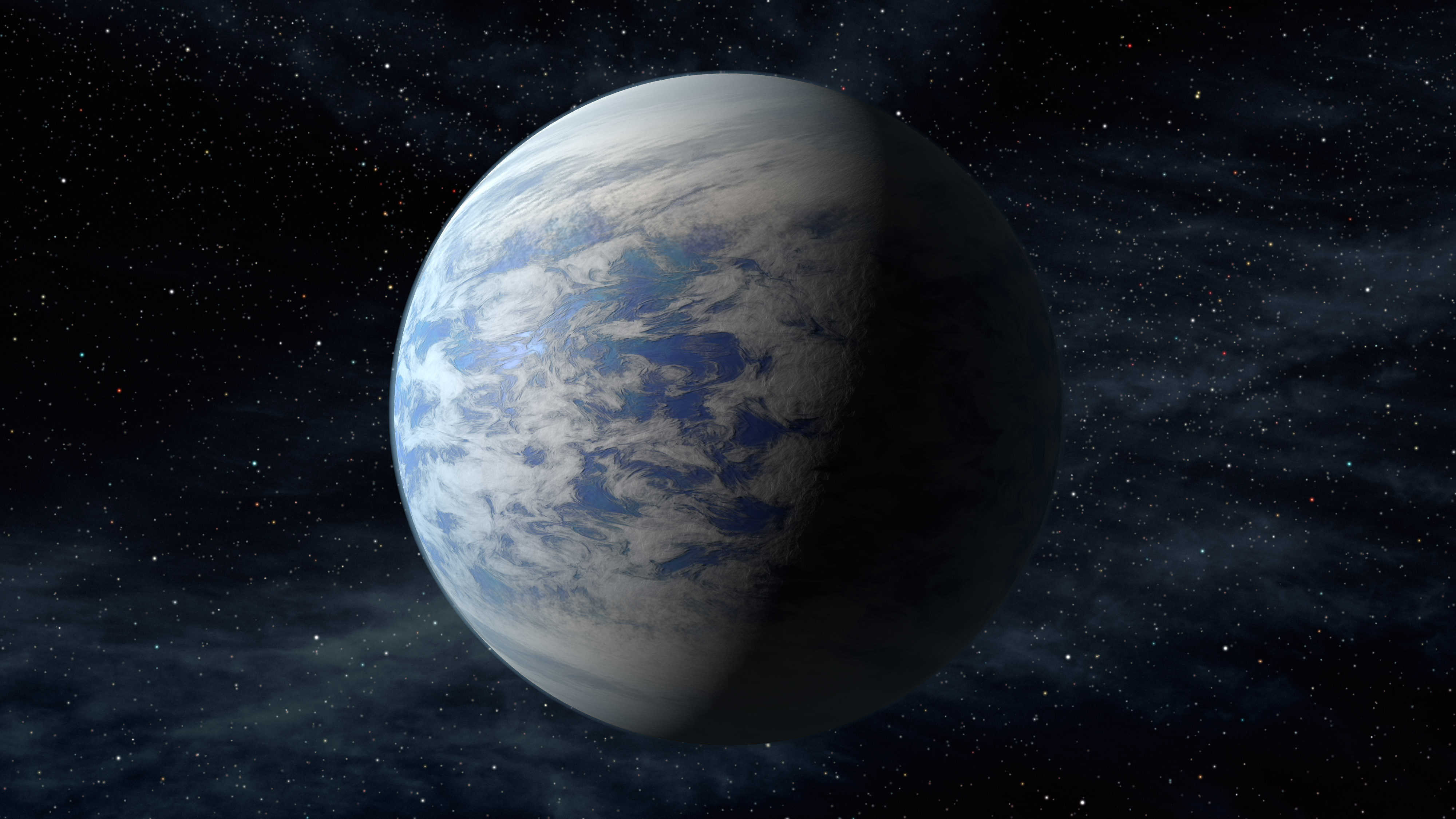
ケプラー69cの想像図（出典: NASA Ames/JPL-Caltech）
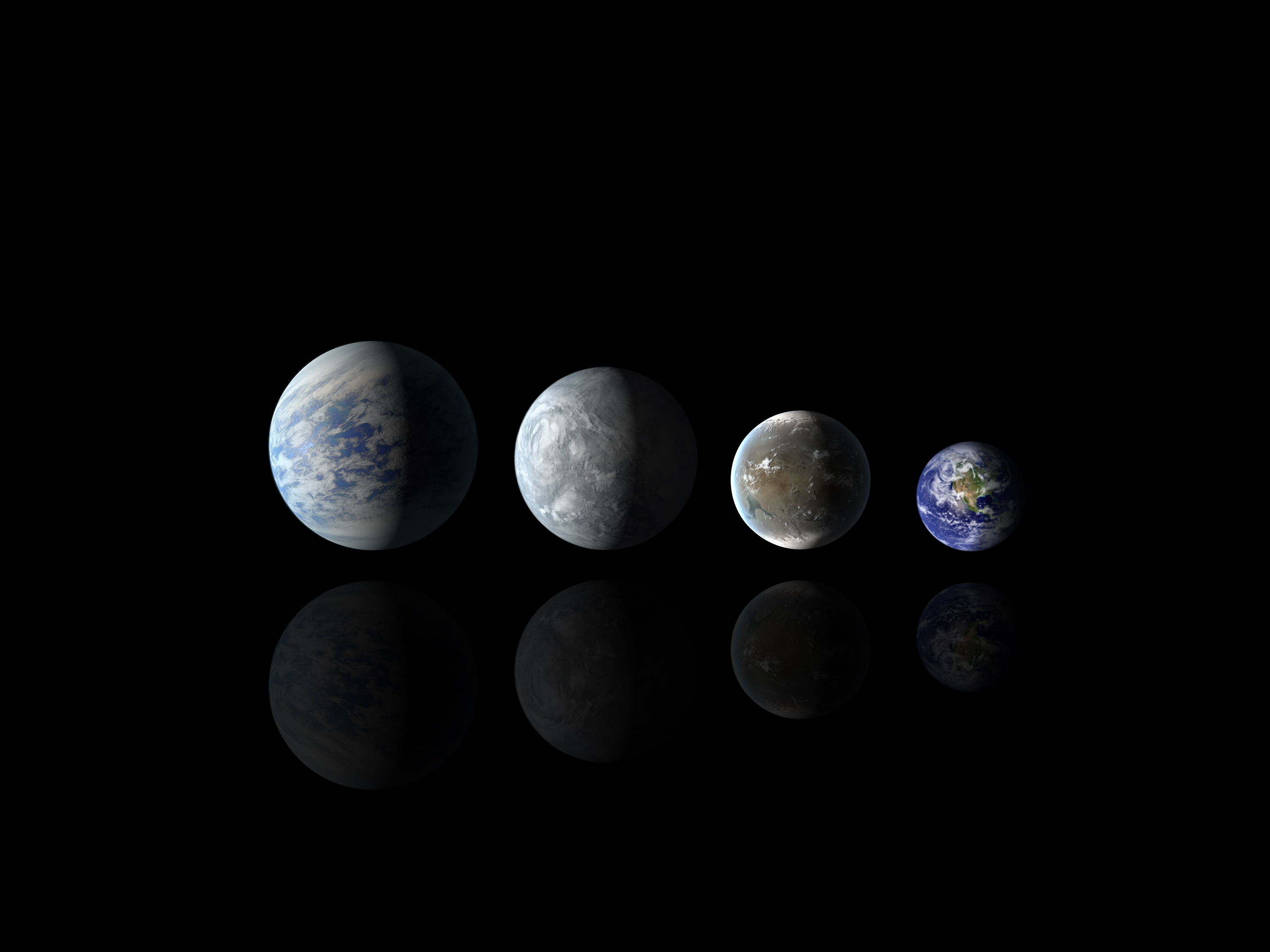
ケプラー69cとケプラー62eとケプラー62fと地球の比較（出典: NASA Ames/JPL-Caltech）

| 名称 （恒星に近い順） | 質量      | 軌道長半径 （天文単位） | 公転周期 (日)                 | 軌道離心率         | 軌道傾斜角 | 半径                |
| --------------------- | --------- | ----------------------- | ----------------------------- | ------------------ | ---------- | ------------------- |
| b                     | 5.5634 M⊕ | 0.094 +0.023 −0.016     | 13.722341 +0.000035 −0.000036 | 0.16 +0.17 −0.0010 | —          | 2.24 +0.44 −0.29 R⊕ |
| c                     | 4.3569 M⊕ | 0.64 +0.15 −0.11        | 242.4613 +0.0059 −0.0064      | 0.14 +0.18 −0.10   | —          | 1.71 +0.34 −0.23 R⊕ |